# 첼라노
첼라노(이탈리아어: Celano)는 이탈리아 아브루초주 라퀼라도에 있는 코무네이다.

## 지리
첼라노는 시렌테 산맥이 아래에 있는 마르시카 지역에 있는 언덕 위에 있다.

## 역사
서로마 제국이 멸망하고 나서, 첼라노는 랑고바르드족(6세기)들의 침입을 겪었다. 비잔티움 제국의 통치가 지나고 랑고바르드인들에게 점령당하였고 스폴레토 공국과 베네벤토 공국의 통치를 받았다.
8세기부터 샤를마뉴와 그의 후손들은 스폴레토의 독립적인 지역인 마르시카를 지배하였다. 첼라노는 이 지역 일대를 지배하던 베라르디 가문에 의해 카푸트 마르소룸(Caput Marsorum, 마르시카 지역의 중심도시)에 선정되었다. 1140년경에 노르만족에게 함락되어 시칠리아 왕국에 합병된다. 마르시카 지역이 너무 강력해지자, 1223년 황제 프리드리히 2세는 그의 군대에게 마르시카 지역의 성을 파괴하라고 명령하였다. 첼라노는 오랜 공성전에 피해를 입었고 결국 패배하며 모든 것이 파괴되었고 모든 남성들은 시칠리아와 몰타로 망명하였다. 다시 한번 첼라노의 봉건 권리는 수도였던 술모나와 아브루초의 주스티치에라토에 대한 통치권이 폐지되었다.
교황 호노리오 3세의 중재 후에, 프리드리히 2세는 망명을 떠난 이들을 돌아올 수 있도록 해 주었다. 신 도시는 파괴 후 3년 뒤에 파괴된 옛 도시에서 1 km 떨어진 곳에 재건되었다. 첼라노는 다시 번영하였고 다시 한 번 베라르디 가문의 통치를 받았다.
앙주와 아라곤 사이에서 오랜 어려움을 겪은 후, 15세기에 베라르디 가문은 아라곤인들과 동맹 관계였던 비엔차의 교황 비오 2세의 가문에 의해 정권에서 물러나게 되었고 이 일대는 새 정권에게 지배를 받는다. 첼라노는 나폴레옹 시대 몇 년과 파르테노페아 공화국 시절을 제외하면 1860년까지 나폴리 왕국에 통합되어 있었다. 1591년에 피콜로미니 가문은 첼라노를 교황 식스토 5세의 누이 카밀라 페레티에게 팔았다. 도시는 또한 사벨리 가문과 스포르차 가문에게 통치를 받은 적도 있다. 1695년, 1780년, 1915년 그리고 2009년에 지진으로 인해 피해를 입었다.
1860년부터 첼라노는 이탈리아 왕국에 속하게 되었다.

## 문화

### 스포츠
첼라노 FC 올림피아는 2012-2013 시즌 세리에 D F조에 참가하고 있다.